# Willem Koops (politicus)
W.J. (Willem) Koops (Delfzijl, 24 oktober 1973) is een Nederlands politicus voor Nieuw Sociaal Contract (NSC) en advocaat. Sinds 3 december 2024 is hij lid van de Tweede Kamer der Staten Generaal.
Koops werkte van 2002 tot 2024 in de advocatuur op het gebied van strafzaken, onder andere bij Stibbe. Hij hield zich voornamelijk bezig met integriteits- en corruptiekwesties, maar ook met fraudezaken. Daarnaast was hij rechter-plaatsvervanger in Gelderland.